# Tarenna asiatica
Tarenna asiatica är en måreväxtart som först beskrevs av Carl von Linné, och fick sitt nu gällande namn av Carl Ernst Otto Kuntze och Karl Moritz Schumann. Tarenna asiatica ingår i släktet Tarenna och familjen måreväxter. Inga underarter finns listade i Catalogue of Life.